# 10 février 1922
Le vendredi 10 février 1922 est le 41e jour de l'année 1922.

## Naissances
- Árpád Göncz (mort le 6 octobre 2015), personnalité politique hongroise
- Carlos Pascual de Lara (mort le 28 février 1958), peintre espagnol
- Erna Wallisch (morte le 16 février 2008), gardienne de camp nazi
- Maître Gabriel (mort le 24 septembre 1971), activiste brésilien
- Richard Balducci (mort le 8 décembre 2015), réalisateur, scénariste et écrivain français
- Thái Văn Kiểm (mort le 21 février 2015), orientaliste vietnamien

## Décès
- Alfred Cauchie (né le 26 octobre 1860), historien belge
- Paul Mounet (né le 5 octobre 1847), acteur français